# آینود (زارلاند)
آینود (به آلمانی: Einöd) یک منطقهٔ مسکونی در آلمان است که در همبورگ (سار) واقع شده‌است. آینود ۳٬۴۰۸ نفر جمعیت دارد.